# Yaakov Talmón
Yaakov Talmón (en hebreo יעקוב טלמון  16 de junio de 1916-1980), historiador israelí, profesor e investigador de Historia Moderna en la Universidad Hebrea de Jerusalén, especialmente avocado al estudio de la Revolución Francesa. En ese sentido, acuñó los términos "democracia totalitaria" ("Democtatura") y "mesianismo político". 
Nació Jacov Leib Fleischer en la aldea de Ripin, localizada en el Polonia, en el año 1916, en el seno de una familia judía ortodoxa cuyo apellido era Fleischer. En 1933 emigró a Israel (Aliyá) con su familia y se asentó en Tel Aviv, aunque iría a cursar sus estudios universitarios en la Universidad Hebrea de Jerusalén y en La Sorbonne parisina. Luego de la conquista de París por el régimen nazi durante la Segunda Guerra Mundial se trasladó a Londres, culminando sus estudios de doctorado en la London School of Economics hacia 1943. A la postre retornó a Israel, donde se casó con una doctora en Medicina, Irena Bogajer, con quien tuvo dos hijos, y comenzó a impartir lecciones en la Universidad Hebrea. En 1957 recibió el Premio Israel por su trabajo El inicio de la democracia totalitaria . En 1967 fue elegido para integrar la Academia Israelí de Ciencias y Humanidades. En 1980, a sus 64 años, falleció de un paro cardíaco. En su funeral fue despedido por Menájem Beguin, su oponente ideólógico y para entonces primer ministro de Israel. En 2004 el correo israelí emitió un sello en homenaje a su obra cúlmine, El inicio de la democracia totalitaria.

## Obra
Categorizado como un "liberal de la Guerra Fría" estudió la genealogía del totalitarismo arguyendo que tal doctrina es una variante del mesianismo político, tiene su raíz en la Revolución Francesa, y acentúa las similitudes entre el Jacobinismo y el Estalinismo. 
Además, Talmón sostiene que la posición de Rousseau debe ser entendida como un "totalitarismo democrático"; esto es, como una filosofía en la cual la libertad se concreta "únicamente en la búsqueda y logro de un propósito absolutamente colectivo".
- Datos: Q939379
- Multimedia: Jacob Talmon / Q939379